# Machimus infrafemoralis
Machimus infrafemoralis là một loài ruồi trong họ Asilidae. Machimus infrafemoralis được Bromley miêu tả năm 1935. Loài này phân bố ở miền Ấn Độ - Mã Lai.